# Мене звуть Фарах
«Мене звуть Фарах» (тур. Adım Farah) — турецький телесеріал 2023 року у жанрі драми та створений компанією O3 Medya. В головних ролях — Демет Оздемір, Енгін Акюрек. Перша серія вийшла в ефір 1 березня 2023 року. Серіал має 2 сезони. Завершився 27-м епізодом, який вийшов у ефір 30 грудня 2023 року. Серіал є адаптацією аргентинської драми 2017 року «Прибиральниця».

## Сюжет
Фарах розуміє, що врятувати життя своїй дитині може тільки за наявності великої суми грошей, а такої вона не має. Серце матері розривається на частини від болю за свого сина. Вона змушена змінити країну проживання, а на новому місці їй доводиться працювати звичайною прибиральницею в клінінговій компанії. Зовсім випадковим чином вона стає свідком того, що не слід було бачити. У підсумку над жінкою нависає смертельна небезпека. Але в ситуацію втручається людина. Він не очікував, що ризикне своїм колишнім життям заради жінки, і чужої дитини.

## Актори та персонажі
| Актор              | Роль              |
| ------------------ | ----------------- |
| Демет Оздемір      | Фарах             |
| Енгін Акюрек       | Тахір             |
| Фейяз Думан        | Бехрам            |
| Фират Таниш        | Мехмет Кошанер    |
| Сенан Кара         | Вера Акінчі       |
| Лале Башар         | Періхан Кошанер   |
| Октай Чубук        | Каан Акинджи      |
| Мерт Доган         | Бекір             |
| Дерья Пінар Ак     | Гьонюл Кошанер    |
| Кемаль Бурак Елпер | Ільяс             |
| Растін Пакнахад    | Керімшах          |
| Алі Сюрмелі        | Орхан Кошанер     |
| Мустафа Авкиран    | Алі Галіп Акинджи |
| Елпер Тюреді       | Хамза             |
| Сера Кутлубей      | Мерджан Азаді     |
| Хатідже Аслан      | Рахшан Азаді      |
| Бурак Тамдоган     | Акбар Азаді       |

## Сезони
| Сезон | Епізоди | Епізоди | Оригінальний показ | Оригінальний показ | Оригінальний показ |
| Сезон | Епізоди | Епізоди | Перший показ       | Останній показ     | Мережа             |
| ----- | ------- | ------- | ------------------ | ------------------ | ------------------ |
| 1     | 14      | 14      | 1 березня 2023     | 31 травня 2023     | Kanal FOX          |
| 2     | 13      | 13      | 27 вересня 2023    | 30 грудня 2023     | Kanal FOX          |

## Рейтинги серій
| Сезон 1 (2023)     | Сезон 1 (2023)  | Сезон 1 (2023) | Сезон 1 (2023) | Сезон 2 (2023) | Сезон 2 (2023)  | Сезон 2 (2023) | Сезон 2 (2023) |
| Серія              | Рейтинг (TOTAL) | Рейтинг (AB)   | Рейтинг (ABC1) | Серія          | Рейтинг (TOTAL) | Рейтинг (AB)   | Рейтинг (ABC1) |
| ------------------ | --------------- | -------------- | -------------- | -------------- | --------------- | -------------- | -------------- |
| 1.                 | 3.94            | 4.51           | 4.37           | 15.            | 2,26            | 1,73           | 2,67           |
| 2.                 | 4.49            | 5.00           | 5.78           | 16.            | 2,19            | 2,15           | 2,54           |
| 3.                 | 4.53            | 4.56           | 5.22           | 17.            | 2,89            | 2,80           | 3,43           |
| 4.                 | 3.90            | 4.60           | 4.92           | 18.            | 2,58            | 1,66           | 2,66           |
| 5.                 | 4.25            | 4.81           | 5.22           | 19.            | 1,81            | 1,40           | 1,70           |
| 6.                 | 3.74            | 4.83           | 4,85           | 20.            | 2,19            | 1,79           | 1,94           |
| 7.                 | 3,99            | 3.82           | 4.87           | 21.            | 2,34            | 2,15           | 2,21           |
| 8.                 | 3,80            | 3.75           | 4.92           | 22.            | 2,68            | 2,05           | 2,38           |
| 9.                 | 3.90            | 3.41           | 5.24           | 23.            | 2,24            | 1,74           | 2,19           |
| 10.                | 3.31            | 3.03           | 4.47           | 24.            | 2,19            | 2,03           | 2,52           |
| 11.                | 3,86            | 3.81           | 4,98           | 25.            | 2,16            | 1,95           | 2,30           |
| 12.                | 3.60            | 3,56           | 4.94           | 26.            | 2,11            | 1,71           | 2,34           |
| 13.                | 2,88            | 2,82           | 3,55           | 27. (фінал)    | 2,31            | 2,19           | 2,37           |
| 14. (фінал сезону) | 3,57            | 4,00           | 4,06           | 27. (фінал)    | 2,31            | 2,19           | 2,37           |

## Нагороди
| Рік  | Премія                       | Категорія             | Номінант                    | Результат |
| ---- | ---------------------------- | --------------------- | --------------------------- | --------- |
| 2023 | 49. Премія «Золотий метелик» | Найкраща пара серіалу | Демет Оздемір, Енгін Акюрек | Номінація |